# Kebili
Kebili (arabisch ڨبلي) ist eine Stadt im südlichen Tunesien mit 28.081 Einwohnern (Stand 2014).
Die Hauptstadt des gleichnamigen Gouvernements liegt zwischen den Städten Douz, 27 km im Süden, Tozeur, 80 km im Westen und Gabès, 107 km im Osten. Die Stadt liegt außerdem zwischen zwei Salzseen, östlich des Chott el Djerid und südlich des Chott el Fedjadj gleichsam auf einer Halbinsel.
Kebili ist eine der ältesten Oasen Tunesiens und Nordafrikas mit ungefähr 100.000 Dattelpalmen. Neben Arabern und Berbern leben viele Schwarze in der Stadt. Kebili war früher ein Zentrum des Sklavenhandels nach Europa, der über den Hafen von Gabès lief.
Am 7. Juli 1931 wurde in Kebili eine Temperatur von 55 °C gemessen, das ist bis heute der Hitzerekord für Afrika.

## Persönlichkeiten
- Amor Ben Yahia (* 1985), Hindernisläufer
- Rihab Elwalid (* 1998), Bogenschützin